# 勞本策德爾米爾巴赫河
49°08′31″N 10°43′55″E / 49.14196°N 10.73187°E
勞本策德爾米爾巴赫河（德語：Laubenzedeler Mühlbach），是德國的河流，位於該國東南部，由巴伐利亞負責管轄，屬於阿爾特米爾河的左支流，河道全長6.5公里。